# Mistrzostwa Świata w Piłce Ręcznej Mężczyzn 2023 (składy)
Artykuł grupuje składy męskich reprezentacji narodowych w piłce ręcznej, które wystąpiły podczas Mistrzostw Świata w Piłce Ręcznej Mężczyzn 2023 rozegranych w Polsce i Szwecji w dniach od 11 do 29 stycznia 2023 roku.

## Grupa A

### Chile
Źródło

### Czarnogóra
Źródło

### Hiszpania
Źródło

### Iran
Źródło

## Grupa B

### Arabia Saudyjska
Źródło

### Francja
Źródło

### Polska
Źródło

### Słowenia
Źródło

## Grupa C

### Brazylia
Źródło

### Republika Zielonego Przylądka
Źródło

### Szwecja
Źródło

### Urugwaj
Źródło

## Grupa D

### Islandia
Źródło

### Korea Południowa
Źródło

### Portugalia
Źródło

### Węgry
Źródło

## Grupa E

### Algieria
Źródło

### Katar
Źródło

### Niemcy
Źródło

### Serbia
Źródło

## Grupa F

### Argentyna
Źródło

### Holandia
Źródło

### Macedonia Północna
Źródło

### Norwegia
Źródło

## Grupa G

### Chorwacja
Źródło

### Egipt
Źródło

### Maroko
Źródło

### Stany Zjednoczone
Źródło

## Grupa H

### Bahrajn
Źródło

### Belgia
Źródło

### Dania
Źródło

### Tunezja
Źródło